# Rilly-la-Montagne
Rilly-la-Montagne ist eine französische Gemeinde mit 1.009 Einwohnern (Stand: 1. Januar 2022) im Département Marne in der Region Grand Est. Sie gehört zum Arrondissement Reims und zum Kanton Mourmelon-Vesle et Monts de Champagne. 

## Geographie
Rilly-la-Montagne liegt etwa zehn Kilometer südlich von Reims. Umgeben wird Rilly-la-Montagne von den Nachbargemeinden Montbré im Norden, Taissy im Nordosten, Ludes und Chigny-les-Roses im Osten, Germaine im Süden sowie Villers-Allerand im Westen.

## Bevölkerungsentwicklung
| Jahr                       | 1962 | 1968 | 1975 | 1982 | 1990 | 1999 | 2006 | 2018 |
| Einwohner                  | 1106 | 1121 | 1104 | 1017 | 1018 | 1072 | 1056 | 1008 |
| Quellen: Cassini und INSEE |      |      |      |      |      |      |      |      |

## Sehenswürdigkeiten
- Kirche Saint-Nicolas aus dem 12. Jahrhundert

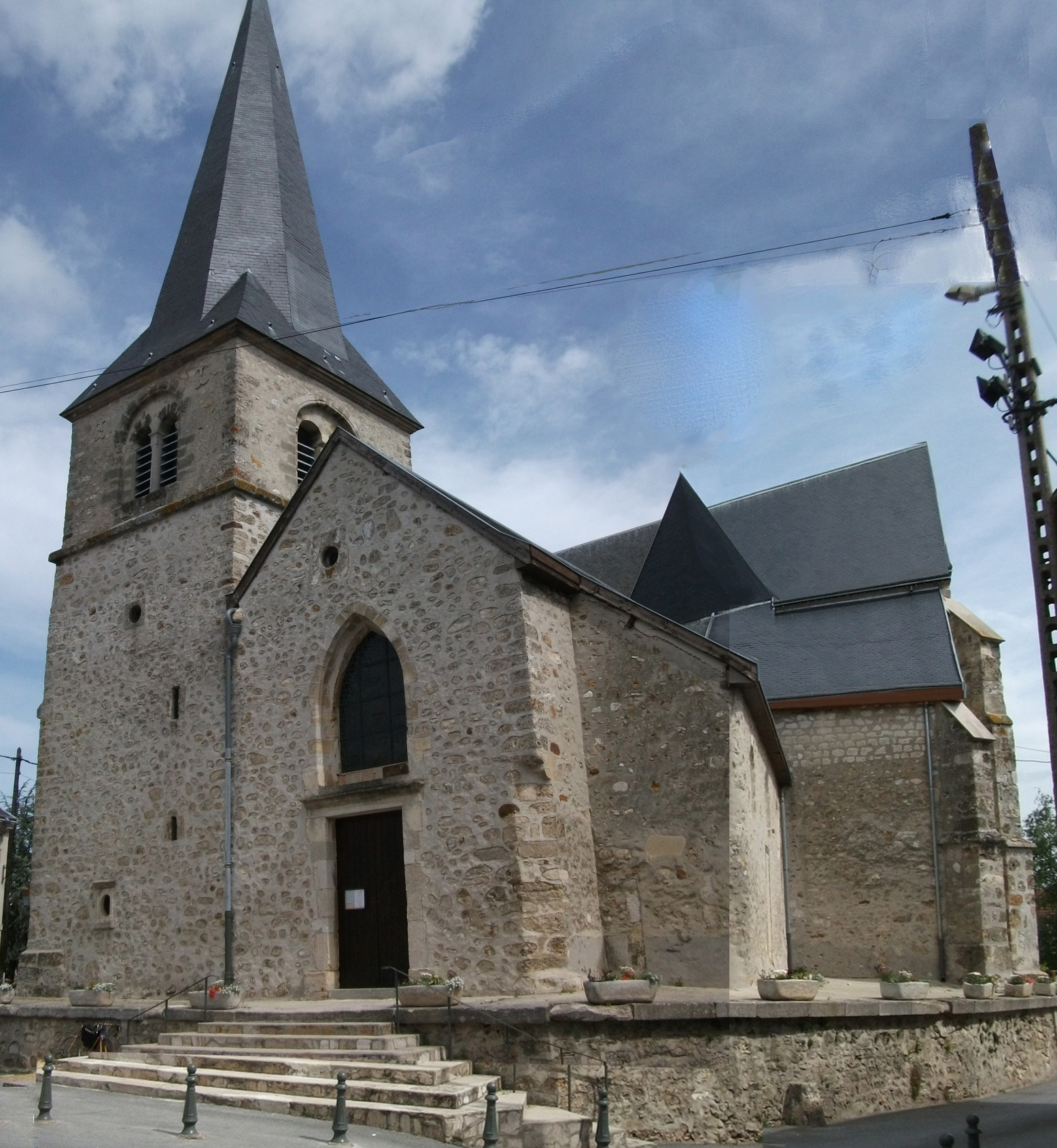
Kirche Saint-Nicolas

- Bacchus-Statue
- Gutshof Les Bermonts